# Citharacanthus longipes
Citharacanthus longipes là một loài nhện trong họ Theraphosidae.
Loài này thuộc chi Citharacanthus. Citharacanthus longipes được Frederick Octavius Pickard-Cambridge miêu tả năm 1897.